# Manfred Krug
Manfred Krug (Duisburg, 8 febbraio 1937 – Berlino, 21 ottobre 2016) è stato un attore e cantante tedesco.
Cresciuto nell'ex-DDR, si affermò come attore e cantante nella Germania Ovest.  Tra i suoi ruoli principali, figurano, tra l'altro, quelli nelle serie televisive Stülpner-Legende, Auf Achse, Sesamstraße, Tatort, Detektivbüro Roth, Liebling Kreuzberg, ecc.
Era il padre della cantante Fanny Krug.

## Biografia

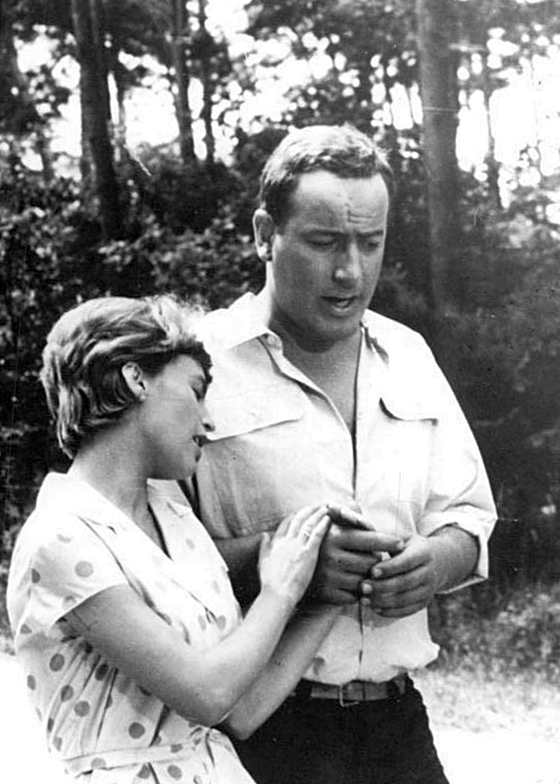
Manfred Krug assieme ad Christel Bodenstein durante le riprese di Beschreibung eines Sommers (1962)

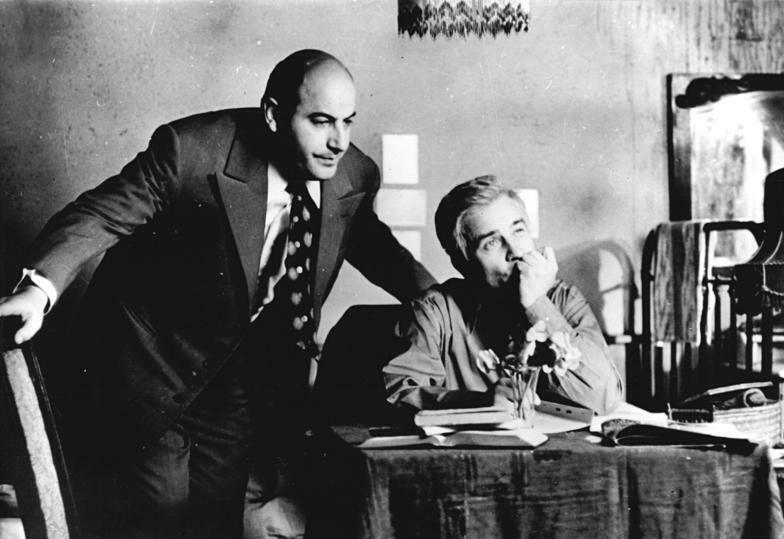
Manfred Krug assieme ad Armin Mueller-Stahl in Die Verschworenen (1971)

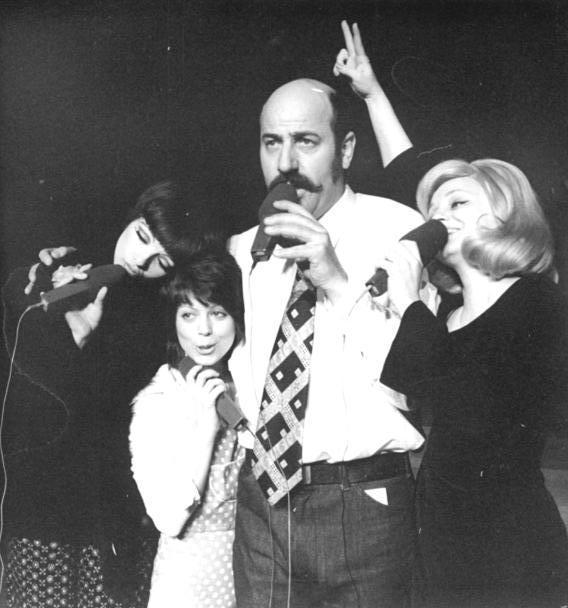
Manfred Krug assieme a Nina Hagen nel 1976

Manfred Krug nasce a Duisburg l'8 febbraio 1937. I suoi genitori sono Rudolf e Alma Krug.
Dopo il divorzio dei genitori, avvenuto nel 1949, il padre lo porta con sé nella Repubblica Democratica Tedesca.
Dopo il diploma, si iscrive ad una scuola di recitazione a Berlino Est, ma abbandona gli studi. In seguito, viene però ingaggiato dalla Berthold Brechts Berliner Ensemble.
Nel 1957, sul grande schermo nel film Die Schönste, dove interpreta un chitarrista. Sempre nello stesso anno, compare nel film diretto da Hans Müller, Mazurka der Liebe.
A partire dagli anni sessanta, si dedica anche alla musica e nel 1962 pubblica il suo primo disco intitolato Auf der Sonnenseite, che segna l'inizio di una carriera di successo come cantante jazz. Nello stesso anno, è protagonista, al fianco di Christel Bodenstein e Günther Grabbert del film diretto da Ralph Kirsten e tratto dall'omonimo romanzo di Karl-Heinz Jakobs Beschreibung eines Sommers, dove interpreta il ruolo di Tom Breitsprecher.
A partire poi dal 1970 e fino al 1976 recita nel musical di George Gershwin Porgy and Bess e, a partire dal 1971, inizia una collaborazione con il compositore di brani di genere Schlager e chanson Günther Fischer.
Nel 1976, dopo una sua protesta contro l'espulsione del musicista dissidente Wolf Biermann, viene emesso contro Manfred Krug un parziale divieto di lavorare da parte del governo della DDR e l'anno seguente, decide così di lasciare il Paese per trasferirsi in Germania Ovest.
In Germania Ovest, diventa protagonista a partire dal 1980 della serie televisiva Auf Achse, dove interpreta fino al 1993 il ruolo di Franz Meersdonck, e a partire dal 1984, della serie televisiva Tatort, dove interpreta fino al 2001 il ruolo del commissario Paul Stöver .
Nel 2001, abbandona la carriera di attore, ma non quella di cantante, e, nel 2003, pubblica, in collaborazione con la figlia Fanny Krug, il CD Sweet Nothings.
Manfred Krug muore a Berlino il 21 ottobre 2016 all'età di 79 anni.

## Filmografia parziale

### Cinema
- Mazurka der Liebe, regia di Hans Müller (1957)
- Beschreibung eines Sommers, regia di Ralf Kirsten (1962)
- Spur der Steine, regia di Frank Beyer (1966)

### Televisione
- Die letzte Nacht - film TV, regia di Erich-Alexander Winds (1957)
- Die Verschworenen - miniserie TV (1971)
- Stülpner-Legende - serie TV, 8 episodi (1973)
- Auf Achse - serie TV, 67 episodi (1980-1993)
- Sesamstraße - serie TV (1982-1985)
- Tatort - serie TV, 41 episodi (1984-2001)
- Detektivbüro Roth - serie TV, 58 episodi (1986-1987)
- Liebling Kreuzberg - serie TV, 58 episodi (1986-1998)
- Wir sind auch nur ein Volk - serie TV, 8 episodi (1984-1985)

## Discografia parziale

### Album
- 1966: Manfred Krug und die Modern Jazz Big Band 65 (con la Modern Jazz Big Band 65)
- 1968: Manfred Krug spricht und singt Carl Michael Bellmann
- 1971: Das war nur ein Moment (con Günther Fischer)
- 1979: Da bist du ja
- 1998: Abgehauen (Die Musik zum Film)
- 2000: Tatort - Die Songs (con Charles Brauer)
- 2000: Schweingezadder und Anders
- 2000: Schlafstörung
- 2002: Der Weihnachtskrug
- 2003: Sweet Nothings (con Fanny Krug)
- 2004: Mein schönes Leben
- 2006: Lust des Beginners
- 2014: Auserwählt (con Uschi Brüning)
- 2018: Noch nicht ganz weg (con il Günther Fischer-Quartett)

## Teatro
- 1970-1976: Porgy and Bess (teatro)

## Opere letterarie
- Abgehauen
- 66 Gedichte, was soll das?
- Mein schönes Leben

## Premi e riconoscimenti (lista parziale)
- 1984: Premio Bambi come miglior attore per Liebling Kreuzberg
- 1990: Premio Bambi nella sezione Reader's Choice per Sesamstraße
- 1990: Bayerischer Filmpreis come miglior attore in una serie o miniserie televisiva per Liebling Kreuzberg
- 1991: Bayerischer Filmpreis come miglior attore per Neuner
- 1991: Premio Ernst Lubitsch alla carriera
- 1998: RTL Golden Lion Award come miglior attore in una serie televisiva per Liebling Kreuzberg